# RNA Biology
RNA Biology (RNA Biol.) ist eine wissenschaftliche Fachzeitschrift, die Fachaufsätze zum Thema Ribonukleinsäureforschung (RNA) veröffentlicht.